# Alvis Jaunzems
Alvis Jaunzems (ur. 16 czerwca 1999) – łotewski piłkarz występujący na pozycji pomocnika w polskim klubie Lechia Gdańsk.

## Sukcesy

### Valmiera FC
- Mistrz Łotwy: 2022[3]